# Жаманмурынов, Тель Букпанович
Тель Букпанович Жаманмурынов (каз. Тел Букпанұлы Жаманмұрынов; 1888—1938) — видный советский политический деятель Казахстана. Участник борьбы за установление и упрочение Советской власти в Казахстане. Участник движения Алаш. Член РКП(б) с 1920 года.

## Биография
Родился в ауле № 4 Аманкольской волости Иргизском уезда Тургайской области 1888 году в семье пастуха.
В возрасте два года потерял отца, воспитывался у деда по отцу Даулетумбета (по прозвищу Жаманмурын) и младшего брата отца. Из рода Байконек — Копсек — Кыдырымбет — Конек — Шомекей.Шежире: Тел-Жаманмұрын-Солтай(Сұлтанай)-Маңғытай-Қошқар-Байкөнек-Азнабай(Көпсек)-Қыдырымбет-Көнек-Шомекей

### Образование
- Учился в сельской школе в ауле № 7 Аманкольской волости Иргизского уезда.
- Окончил двухклассное русско-казахское (с казахским интернатом) мужское училище в г. Иргиз (открытое Алтынсариным И.).
- Учился в школе учителей в г. Оренбурге и с 4 класса перевелся в 3 класс Оренбургского реального училища. Во время учёбы принимает участие в тайных кружках.
- После окончания Оренбургского реального училища поступает и учится в течение года в Петербургском политехническом институте.
- По рекомендации врачей по состоянию здоровья (проявились признаки туберкулеза) меняет климат и переводится в Московский сельскохозяйственный институт, где учится 1913—1917 годы. В годы учёбы на сельхозпрактике участвовал в работах Хивинского гидромелиоративного водного хозяйства и в заготовке сена и мяса для армии в Таврической и Екатеринославской губерниях. Участвовал в борьбе с сельхозвредителями в Актюбинском и Костанайском уездах Тургайской области.

### Деятельность
- В начале 1916 и в конце 1917 годов добровольно отправлялся в составе группы «Земсоюз» на Западный фронт для исследования положения казахов, призванных на тыловые работы, и оказания им помощи.
- 1 апреля 1917 года участвует в качестве депутата на первом казахском съезда в г. Оренбург.
- В мае 1917 года по мобилизации Тургайского областного гражданского комитета был направлен в Тургайский уезд на создание волостных комитетов.
- В июне 1917 года избирается председателем Иргизского уездного земельного комитета.
- В начале марта 1918 года был избран председателем Иргизского уездного исполком Киргизского Революционно-Военного Комитета. Работает в рабоче-крестьянской инспекции и статистическом бюро.
- В июне 1918 года после захвата г. Иргиз белогвардейцами атамана Дутова, все члены уездного исполкома были схвачены и приговорены к расстрелу. Но не уверенные в своей безопасности дутовцы всех членов исполкома освободили, лишь зарубили члена уездного исполкома Тунгазина Сатыбека.
- В конце 1918 года, ушёл с должности председателя Иргизского исполкома из-за несогласия с действиями Шалкарского Совдепа, особенно с мобилизацией верховых лошадей у населения.
- Весной 1919 года на III съезде Советов был избран заместителем председателя Иргизского уездного исполкома и заведующим земельным управлением.
- В июне 1919 года группа войск белогвардейцев под командованием штабс-капитана Могилева (первый Оренбургский казачий пластунский полк, дивизион под командой подъесаула Есаулова и отряд особого назначения под командой штабс капитана Крылова и Алашский полк) взяла г. Иргиз[2], был схвачен в степи и за службу в советских учреждениях и сочувствие коммунистической партии был отдан под военно-полевой суд. Приговорен к наказанию 15 сутками ареста. После освобождения назначили заведующим оптовым магазином в г. Иргизе. При отступлении отряда Могилева, члены Алашординского отделения в Иргизе Кырымкерей Сейдалин и Телжан Шонанов распорядились увезти Жаманмурынова с собой в Тургай[3].
- С февраля 1920 года, исполняет в Иргизском уездном исполкоме обязанности заведующего земельным хозяйством и возглавляет статбюро уезда.
- В мае 1920 года вступил в члены ВКП(б).
- С апреля 1921 года по сентябрь 1929 года работал в Оренбурге заместителем наркома Народного комиссариата земледелия Казахской Автономной Республики, начальником управления, заместителем начальника управления. Освобожден от занимаемой должности вместе с другими руководителями Наркомзема Казахстана (А. Алибеков, Ж. Султанбеков, С. Каратлеуов, и др.) из-за не согласия с нормами земельного надела для оседающих казахских хозяйств, утвержденные Наркомземом РСФСР, и все они немедленно становятся объектами преследования как неблагонадежные.[4].
- В 1923 году, КирЦКК исключил из партии, однако ЦКК счел обвинения, необоснованными и восстановил членство в партии.
- С марта 1929 года по сентябрь 1929 года был заместителем начальника управления Казстат.
- В начале 1930 года из-за неверия в пору командировки по посевной кампании в Акмолинском округе был привлечен к суду и партийной ответственности. По суду был оправдан, а ОКК (отдел контрольной комиссии) объявил строгий выговор.
- В связи с присоединением управления Казстата к комитету Госплана перешёл в члены Президиума, заведующим сельскохозяйственной секцией.
- В мае 1932 года назначен директором станции научного исследования верблюдоводства.
- В июле 1933 года перешёл в комиссию Совнаркома по организации оседлого хозяйства кочевников.
- С июня 1934 года и до ареста работал председателем Актюбинской областной комиссии планирования.

### Деятельность в народном хозяйстве
В 1921—1934 годах активно занимался вопросом возвращения в родные края тех, кто выехал после голодомора и эпидемий тифа и прочих заразных заболеваний, созданием им надлежащие условия проживания, обеспечение людей продуктами питания.
В тот же период организовал орошаемое земледелие в Актюбинской области. Для этого была начата подготовка систем мелиорации. Проектные работы велись в Иргизском, Уилском, Табынском, Ключевом районах. В этих районах впервые начались работы по выращиванию проса на орошаемых землях. Велись строительства необходимых для орошаемого земледелия плотин, использование водяных насосов «Червонный прогресс», рытье арыков и каналов, установку специальных транспортных мельниц. Были планы строительства систем орошения Иргиз-Жаланаш-Масак-Кутиколь и системы орошения Акши. Накапливался опыт и росло мастерство просоводов Ш. Берсиева из Уилского района, А. Бектенова из Хобдинского района, А. Беристемова и У. Ашимбаева из Иргизского района. Они добились получения по 200 центнеров проса с каждого гектара посевов. Благодаря этому в тяжелый период после гражданской войны, голода и Великой Отечественной войны народ смог выжить.
В 1936 году председатель КазЦИК Узакбай Кулымбетов, согласовав с находящимся в Москве Тураром Рыскуловым, направил Теля Жаманмурынова, во главе группы специалистов народного хозяйства в Москву. После Москвы он выехал в Монголию. Как специалист, знающего тонкости верблюдоводства и являющимся директором станции научного исследования верблюдоводства, восемь месяцев провел там, приобрел 8 тысяч голов верблюдов-дромадеров. Цель той поездки организация оседлого хозяйства кочевников, чтобы сохранить жизнь оставшейся части населения республики после «голощекинской политики».

### Арест и казнь
Источник: Сведения ДКНБ РК по г.Алматы
«Жаманмурунов Тель Букпанович
Родился в 1888 г., Актюбинская обл., Иргизский р-н, 4 аул.; казах; образование незаконченное высшее; Заместитель председателя. Проживал: Алма-Атинская обл. Алма-Ата..
Арестован 31 мая 1937 г. УГБ НКВД Каз.ССР.
Приговорен: Военная Коллегия Верховного Суда СССР 25 февраля 1938 г., обв.: 58-1а, 58-2, 58-7, 58-8, 58-11 УК РСФСР..
Приговор: ВМН Реабилитирован 4 марта 1958 г. Военная Коллегия Верховного Суда СССР за отсутствием состава преступления
- 8 июня 1937 года в НКВД союзных республик направлена директива ГУГБ НКВД СССР № 57788 об работе по антисоветским тюрко-татарским националистическим организациям. Эта директива явилась толчком для развертывания репрессий в национальных республиках СССР.
- В июне 1937 года — И. Киселев, директор той самой открытой Ы. Алтынсариным двухклассной русско-казахской школы в г. Иргизе, написал письмо Мирзояну и «тройке», на обучавшихся у него же когда-то У. Кулымбетова и Т. Жаманмурынова : «Я сомневаюсь в них, будучи в Монголии, они тайком наладили связь с японскими шпионами и хотят отделить Казахстан от Союза». Позже он же написал такое же письмо и про Т. Жургенова, после чего также последовал арест[6].
- 31 июля 1937 года — подследственный Ходжанов С. Х. даёт дополнительные показания против группы лиц, протокол допроса пересылают Сталину. Выясняется участие  Жаманмурынова в карательных экспедициях Алаш в аулах . На полях протокола у фамилии Т. Жаманмурынова есть пометка «Ар» (арестовать)[7].
- 31 мая 1937 года арестован УНКВД по Алма-Атинской области.
- 7 декабря 1937 года включён в так называемые «сталинские списки» лиц, подлежащих суду Военной Коллегии Верховного Суда Союза ССР, от Казахской ССР Кат. 1 (АП РФ, оп.24, дело 413, лист 179). Список визирован Сталином, Молотовым, Ждановым.
- 25 февраля 1938 года приговорён Военной Коллегии Верховного Суда Союза ССР по обвинению 58-1а, 58-2, 58-7, 58-8, 58-11 УК РСФСР к высшей мере наказания.
- Расстрелян 1938 году.
- 4 марта 1958 года реабилитирован «за отсутствием состава преступления» решением выездной сессии военной коллегии Верховного Суда СССР.

## Семья
- жена — Жаманмурынова Айганыс.
- дочь — Жаманмурынова Биби Телкызы — (28.04.1926, Иргизский район — 20.04.1994, г. Жамбыл) одна из первых женщин казашек, освоивших гидротехническую специальность. Кандидат технических наук (1967). Автор десятков научных работ.

## Увековечивание памяти
В его честь названа улица в с. Иргизе Иргизского района Актюбинской области.

## Исследования, версии и теории
Известно, что ОГПУ (НКВД) используя пытки и другие недозволенные приемы следствия, вынудила многих политических, военных и хозяйственных деятелей Казахстана и других республик СССР признать самые нелепые обвинения. Так казахским деятелям предъявлялись обвинения в том, что они «пытались отделить Казахстан от СССР и сделать его протекторатом Японии», являлись агентами «японских и немецких» разведок. Закрытость дел репрессированных, не давала возможность исследователям проанализировать, и понять, где правда, а где выбитые признания в каждом отдельном случае.
Кинорежиссёр Еркин Ракышев в ходе съемок своих документальных фильмов изучал в архивах ФСБ РФ и КНБ РК документы уголовных дел Т. Рыскулова, С. Кожанова, У. Кулымбетова, Т. Жургенова, Ш. Шонановой. На основании своих исследований выдвигает версию, что в Казахстане действительно существовала казахская националистическая организация и была организатором восстаний в период 1929—1931 годы. Ракышев утверждает, что ответственными за Иргизское восстание был Кулымбетов У., за Каракумское — Жургенов Т., за Созакское — Сейфуллин С. и т. д.
Среди доступных источников НКВД есть протокол допроса С. Х. Ходжанова от 31.07.1937 г. Сейчас трудно судить какие показания были правдой или вырваны под пытками у Ходжанова. Но нельзя отрицать, что часть показаний все же могут иметь место в антисоветской деятельности, тем более многие фигуранты этого дела были бывшими алашординцами.

 Вопрос: Кто ещё кроме указанных вами лиц осуществлял руководство националистической организацией?
Ответ: Руководство националистической организацией осуществлял также РЫСКУЛОВ Турар, Смагул САДВАКАСОВ, НУРМАКОВ, **СУЛТАНБЕКОВ, МУСТАМБАЕВ, ДИВЕЕВ, САРЫМУЛДАЕВ, КУЛУМБЕТОВ и ЖАМАНМУРУНОВ**.
Вопрос: Продолжайте показания о пантюркистской организации. Кто входил в состав организации?
Ответ: Лично я знаю по Казахстану следующих участников организации: РЫСКУЛОВА Турара, бывшего заместителя председателя Совнаркома РСФСР, **ДИВЕЕВА Шакира, бывшего наркомторга Казахстана, АСФЕНДИАРОВА Санжара — руководителя Академии наук в Казахстане, СУЛТАНБЕКОВА Жагфара — на руководящей советской работе в Казахстане, ТОХТАБАЕВА Ису, — работает в Ленинграде в одном из институтов Академии наук СССР, АРАЛБАЕВА Бекайдера — находится в лагере, осужден по делу националистов в 1934 г., БАЙГАСКИНА Есима — бывшего директора Алма-атинского ветзооинститута, БАГИЗБАЕВА — заместителя председателя Чимкентского Горсовета, КУБЕНОВА — где-то работает в Казахстане, КАДЫРБАЕВА — директора Алма-Атинского казахского театра, ЖУРГЕНЕВА — Наркомпроса Казахстана, БЕКЖАНОВА — директора Педагогического института в Алма-Ата, КАБУЛОВА — заведующего отделом ЦК компартии Казахстана, КУЛЕТОВА — работает в Южно-Казахстанской области, КУЛСАРТОВА — работает по линии народного образования, ТАГЖИГИТОВА — сотрудника комитета науки в Казахстане, ТОКЖАНОВА — председатель комитета по делам искусств при СНК Казахстана, ЖАНДОСОВА Ураза — бывш. председатель Алма-атинского Облисполкома, ЖАНДОСОВА Уразали — инженера-геолога, ТУГАНБАЕВА Картходжа — инженера по механизации сельского хозяйства, ТОЛЕБАЕВА — бывшего начальника лесоуправления Казахского Наркомзема, ЕГИМБЕТОВА — Алма-Атинского городского прокурора, ТОЛЕБАЕВА М. — работает в ЦИК Каз.ССР, КЕНБАЕВА — председателя Чимкентского Горсовета, писателей Казахстана МАУЛИНА Беймбета и САЙФУЛИНА Сакена, ЖАНДАРБЕКОВА — артиста орденоносца, КУЛУМБЕТОВА — председателя Каз. ЦИКа, ЖАНГИЛЬДИНА** — заместителя председателя ЦИК Казахстана, ТУНГАЧИНА — представителя Казторга; проживающих в Ташкенте: казахов — ХОДЖАМКУЛОВА, РУСТЕМОВА ЗУЛЬФИ КАРА, ЖАНТУГАНОВУ, АЛИФБАЕВА — инженера Казполитметалла, **ДОСОВА — секретаря Южно-Казахстанского Обкома партии; САФАРБЕКОВА — секретаря Западно-Казахского Обкома, БАТЫРБЕКОВА — бывшего директора мясокомбината в Казахстане, КУЗЕМБАЕВА — работает в Управлении Уполномзага Каз.ССР, ЕСКАРАЕВА** — заместителя председателя СПК Казахстана, БАРМАКОВА, ЖИЛИСБАЕВА и ОРУНТАЕВА, — место работы коих мне неизвестно, МОЛДАЖАНОВА — Наркомфин в Казахстане, ХОДЖИКОВА — сотрудника публичной библиотеки в Казахстане, **ШАНИНА** — бывшего директора Казахстанского театра, ЛЕКЕРОВА — бывшего работника Госплана, ТОРЕГОЖИНА — бывшего работника Наркомзема, **МЕНДЕШЕВА** — председатель Комитета науки аз. ЦИКа, КАСАБУЛАТОВА, БЕКБАТЫРОВА, ТАТТИБАЕВА, находящихся в Казахстане, НУРМАКОВА, бывшего заместителя секретаря ВЦИК, **ТУЛЕПОВА** Мирасбека, работает в ЦК ВКП(б), САРЫМУЛДАЕВА — заместителя Наркомпищепрома в Казахстане, САРЫКУЛОВА — работает по хлопку в Ташкенте, писателя АУЭЗОВА, заместителя Наркомпроса в Казахстане, БАЙМАХАНОВА, отбывающего наказание МУСТАМБАЕВА, работающих в разных учреждениях в Казахстане ЧИНАЛИ МУСАЕВА, КУДЕРИНА, СУЛЕЕВА Биляя. В организацию также входят бывшие алаш-ордынцы: БУКЕЙХАНОВ, БАЙТУРСУНОВ, ДОСМУХАМЕДОВЫ, УМАРОВ Ельдес и другие.
Я назвал членов организации, лично мне хорошо известных, с коими я периодически встречался с 1924 года.
В 1935 г., будучи в Казахстане (Алма-Ата) я лично связался с членами организации ЕРИМБЕТОВЫМ, КАБУЛОВЫМ, ЖУРГЕНЕВЫМ, ЖАНДОСОВЫМ, ТОГАМБАЕВЫМ, ДИВЕЕВЫМ, ЖАНГЕЛЬДИНЫМ, ТУЛЕБАЕВЫМ К., БЕКЖАНОВЫМ, АСФЕНДИАРОВЫМ, МАЙЛИНЫМ, СУЛТАНБЕКОВЫМ, ЖАНТЛЕУОВЫМ, КАПИНЫМ, КАДЫРБАЕВЫМ, БЕГАЛИЕВЫМ, АДИНАЕВЫМ, КЕНБАЕВЫМ, БАГИЗБАЕВЫМ, КУЧЕРБАЕВЫМ, ТУЛЕБАЕВЫМ, БАЙГАСКИНЫМ, ЖУМБАЕВЫМ, МЕНДЕШЕВЫМ и другими, фамилии которых я сейчас не помню.
С каждым из указанных членов организации я имел разговоры о задачах контрреволюционной организации, осведомлялся о практической деятельности и со своей стороны давал им указания по антисоветской работе.
Названные мною члены организации являются той активной частью её состава, которая хорошо мне известна, как лично, так и по своей конкретной деятельности в течение целого ряда лет. Некоторые из них являются руководителями филиалов организации в областях Казахстана.
Со слов КУЛУМБЕТОВА, мне известно, что в Актюбинской области филиалом организации руководил бывший алаш-ордынец, участник карательных экспедиций алаш-орды в Иргизском уезде, **ЖАМАНМУРУНОВ Тель**.
—  Документ № 155 Протокол допроса С.Х. Ходжанова 31.07.1937

## Комментарии
1. ↑  оно же Восстание сарбазов 1930 года
2. ↑  оно же Восстание сарбазов 1930 года
3. ↑   В протоколе имеются рукописные пометы Сталина: *—* фамилии обведены в кружок. * на полях написано: «Джандосова взять». ** на полях знак «NВ». **—** фамилии обведены в кружок и на полях рукописная помета: «Ар».